# Aeródromo de Los Comandos
El aeródromo de Los Comandos (OACI: MSLD), también conocido como el aeródromo de San Francisco Gotera, es un aeródromo que sirve a la ciudad de San Francisco Gotera en el departamento de Morazán en El Salvador. El aeródromo tiene uso militar.
La pista de aterrizaje mide 985 metros y es de asfalto. Está ubicada a 3 kilómetros al norte de la ciudad. Hacia el norte del aeródromo el terreno tiene cuesta en ascenso.
El VORTAC de Soto Cano (Ident: ESC) está ubicado a 90,6 kilómetros al nordeste de Los Comandos. El VOR-DME de Tonctontín (Ident: TNT) está ubicado a 100,6 kilómetros al estenordeste del aeródromo.